# 전주시 (1963년 선거구)
전주시는 대한민국의 옛 국회의원 선거구이다. 당시 전라북도 전주시 지역을 관할했다.

## 역사
제6대 국회의원 선거를 앞두고 전주시 갑 선거구와 전주시 을 선거구가 통합되면서 신설되었다.
제9대 국회의원 선거를 앞두고 완주군 선거구와 통합되어 전주시·완주군 선거구를 이루게 됨에 따라 폐지되었다.

## 역대 국회의원
| 선거   | 정당 | 정당       | 의원   |
| ------ | ---- | ---------- | ------ |
| 1963년 |      | 민정당     | 유청   |
| 1967년 |      | 민주공화당 | 김용진 |
| 1971년 |      | 신민당     | 이철승 |

## 역대 선거 결과

### 대한민국 제6대 국회의원 선거
|  | 37.67% |

|  | 27.84% |

|  | 11.42% |

|  | 9.27% |

|  | 6.35% |

|  | 2.48% |

|  | 2.14% |

|  | 1.53% |

|  | 1.26% |

### 대한민국 제7대 국회의원 선거
|  | 53.68% |

|  | 33.86% |

|  | 7.52% |

|  | 1.74% |

|  | 1.34% |

|  | 0.93% |

|  | 0.90% |

### 대한민국 제8대 국회의원 선거
|  | 71.98% |

|  | 27.81% |

|  | 0.20% |